# Gilgamesz, Enkidu i świat podziemny
Gilgamesz, Enkidu i świat podziemny – jeden z mitów sumeryjskich. Zawiera wątki, dotyczące kosmologii Sumerów, relacji Gilgamesza i Inany oraz podróży Enkidu do kur po utracone przez Gilgamesza przedmioty pukku i mikku, których nierozważnie używał, czym zyskał niezadowolenie bogów. Mit jest również jednym z trzech znanych współcześnie wyobrażeń Sumerów o świecie podziemnym i życiu po śmierci.

## Treść
Gdy niebo zostało oddzielone od ziemi, Ereszkigal została zabrana do podziemnego królestwa, zaś Enki pokonał potwora z kur, na brzegach Eufratu wyrosło drzewo huluppu (wierzba?). Zostało wyrwane z ziemi przez południowy wiatr. Znalazła je Inana i posadziła w swoim ogrodzie w Uruk, mając nadzieję, że gdy okrzepnie, zrobi z niego tron i łoże.
Drzewo wyrosło, a w jego korzeniach wąż zrobił sobie leże, w koronie uwił gniazdo ptak Anzu, w pniu zaś wydrążyła dom Lilith. Bezradna Inana poskarżyła się na intruzów swemu bratu Utu, jednak ten jej nie pomógł. Wysłuchał natomiast boginię Gilgamesz. Ogromnym toporem odrąbał wężowi głowę. Na ten widok Anzu zabrał swoje pisklęta i uciekł w góry, zaś Lilith zburzyła swój dom i odeszła.
Gilgamesz ściął drzewo i dał pień Inanie, zaś z pozostałości po roślinie sporządził dla siebie czarodziejski instrument pukku z korzeni i mikku z korony (bęben z pałeczkami?). Jego właściwości magiczne polegały na tym, że gdy bohater grał na nim, to ludzie mu służyli. Gilgamesz wpadł w pychę. Przy pomocy gry na instrumencie zmuszał młodzieńców Uruka do pracy, zaś dziewczęta zabierał do swojego domu. Kobiety zwróciły się z modlitwami do Utu i ten sprawił, by pukku i mikku zapadły się pod ziemię.
Gilgamesz nie potrafił odzyskać instrumentu, zrozpaczony siedział przez ganzirem, aż jego druh Enkidu zaoferował pomoc. Zanim wyruszył, wysłuchał kilka rad Gilgamesza: nie wolno mu założyć czystego ubrania i namaszczać się olejkami, nie powinien zabierać oszczepu, laski oraz zakładać sandałów. Przed wyruszeniem nie może pocałować ukochanej i uderzyć kobiety, której nienawidzi. W ten sposób, wyrzekłszy się ziemskich dóbr i uczuć, zdoła powrócić. Enkidu nie usłuchał Gilgamesza i pozostał w zaświatach.
Gilgamesz udał się do Nippur, aby błagać Enlila o pozwolenie zobaczenia druha. Nie został wysłuchany, więc wyruszył z tą samą prośbą do Eridu, gdzie panował Enki. Tym razem mu się powiodło. Enki nakazał Utu uchylić bramy zaświatów i cień Enkidu prześlizgnął się przez powstałą szparę. Po radosnym powitaniu Gilgamesz pragnął dowiedzieć się o świat podziemny, więc Enkidu opowiedział mu o przebywających tam cierpiących duszach (rozmowa zachowała się we fragmentach).

## Interpretacja mitu
Kompozycja mitu jest niespójna, co zresztą jest charakterystyczne dla mitów Sumerów. W pierwszej części autor skupia się na historii huluppu, by w drugiej połowie przejść do nowego wątku – zejścia Enkidu do kur.
Mit poprzedza wstęp kosmologiczny, więc prawdopodobnie był recytowany podczas rytuałów religijnych. Opowieść jest pełna aluzji, z których nie wszystkie dziś są zrozumiałe. Mit ukazuje bezradne oblicze bogini Inany, odbiegające od tego, jakie zostało przedstawione, na przykład, w micie Inana i Szukalletuda, w którym jest ona żądna zemsty i okrutna, czy w micie Inana i Enki, gdzie jest opiekunką i władczynią miasta Uruk.
Bezradność Inany zdaje się wykorzystywać Gilgamesz. Wkradł się w jej łaski, ponieważ przyczynił się do spełnienia jej marzenia o łożu i tronie. Pozwoliło mu to na wyzyskiwanie mieszkańców Uruk, którego nie tolerują pozostali bogowie. Modły dziewcząt, zniewolonych przez Gilgamesza, przyczyniły się do pozbawienia bohatera jego pukku i mikku, które być może symbolizowały władzę i męskość.
Bogowie Enlil i Enki w micie stanowią do siebie przeciwieństwo. Pierwszy nie ulega modlitwom Gilgamesza, drugi zaś jest tym dobrym, który spełnia prośbę bohatera. Mimo iż przyjaciel Gilgamesza, Enkidu, pozostał w kur wbrew ustalonemu przez nich porządkowi rzeczy, gdyż nie umarł na ziemi, niemniej powraca z kur jako cień, a ponadto opowiada, jak traktowani są umarli.